# Jean-Parfait Friederichs
Jean-Parfait Friederichs (* 11. Juni 1773 in Montmartre, Paris; † 20. Oktober 1813 bei Leipzig) war ein französischer Général de division der Infanterie.

## Leben
Vor Beginn der Revolution trat Friederichs in die königliche Armee ein und machte dort sehr schnell Karriere. Erst diente er in der Rheinarmee und nach weiteren Beförderungen wechselte er zur Garde impériale.
Dort konnte er sich in den Koalitionskriegen auszeichnen und erreichte den Höhepunkt seiner Karriere mit der Beförderung zum Général de division am 23. September 1812.
Unter Marschall Louis-Nicolas Davout nahm er an Napoleons Russlandfeldzug teil und kämpfte u. a. bei Borodino (7. September 1812) und an der Beresina (26./28. November 1812).
Als im darauffolgenden Jahr eine neue Armee aufgestellt wurde, kam Friederichs in den Stab von Marschall Auguste Frédéric Louis Viesse de Marmont. Im Gefecht bei Möckern (5. April 1813) wurde er schwer verwundet. In der Völkerschlacht bei Leipzig (16./19. Oktober 1813) wurde er wiederum schwer verwundet und erlag seinen Verletzungen im Lazarett während der Amputation seines Beines.

## Ehrungen
- 14. Juni 1804 Chevalier der Ehrenlegion
- 14. Juni 1806 Officier der Ehrenlegion
- 2. Februar 1809 Baron de l’Émpire
- 5. Juni 1809 Commandeur der Ehrenlegion
- Sein Name findet sich am östlichen Pfeiler (20. Spalte) des Triumphbogens am Place Charles-de-Gaulle (Paris).